# سیارک ۱۲۱۳۱۳
سیارک ۱۲۱۳۱۳ (به انگلیسی: 121313 Tamsin، نامگذاری:1999RF214) صد و بیست و یک هزار و سیصد و سیزدهمین سیارک کشف شده‌است که در ۸ سپتامبر ۱۹۹۹ کشف شد.